# 기로로
기로로(ギロロ, Giroro)는 요시자키 미네의 원작 애니메이션 '케로로 중사'에 등장하는 인물로 계급은 하사이다.
기로로의 담당 성우는 일본에서는 나카타 조지, 북미에서는 크리스토퍼 새벗, 한국에서는 시영준, 정유미이다.

## 인물
몸 색깔은 빨간색에 갈색 모자에는 해골 마크가 있다. 모자의 해골 마크는 케로볼의 무선을 받는 기능이 있다. 얼굴 왼쪽에 눈 위를 지나는 큰 상처가 있는데 케로로와 싸우다 생겼다는 얘기가 있다. 이빨은 아주 날카롭고 쉽게 물체를 물어 뜯을 수 있으며,기로로가 매일 차고 다니는 벨트에는 기로로가 짝사랑하는 나츠미(강한별)의 사진이 들어있다. 애니메이션에서는 이 사진이 바람에 날아가 사라졌는데, 같이 지내는 고양이가 쿠루루가 발명한 발명품으로 사람 모습으로 변하여 나츠미의 사진을 찍어 준 적 있었다. 기로로의 벨트는 형인 가루루 중위가 차고 다니던 것이다. 가루루의 피해 만발 휴가에서 기로로가 과거 기억을 회상할 때 기억 속의 가루루를 보면, 기로로의 벨트를 차고 있다. 기로로는 벨트가 없으면 중심을 잃어 제대로 서 있지 못하게 되며 사격 실력도 형편 없어진다. 다른 케론인들과는 달리 배에 마크가 없다.
그러나 꼬꼬마 시절엔 배에 다른 케론인처럼 배에 마크가 있었다.
푸루루 간호장교의 건강 검진 발표를 보면 심각한 마음 고생에 시달리고 있다고 한다. 원인은 침략 지연과 이로 인한 대장에 대한 분노 그리고 상사병이다. 따로 파트너를 지정한다면 나츠미이다.눈 모양 때문인지 다른 소대원보다 모자가 더 아래로 되어있다.

### 성격
매우 무뚝뚝하고, '대함 거포주의'가 좌우명이다. 눈매는 무시무시하며 어릴 때부터 성실한 성격으로 케로로의 '적당히‥' 자막을 파괴한 적도 있다. 케론군에 들어가고 나서 병이 났을 때 이외에는 한 번도 쉰 적 없던 기로로가 애니메이션 131회(일본판 기준) 처음으로 휴가를 받아, 케로로가 무척 놀란 적이 있다. 이렇듯 기로로는 케로로 소대 중에서도 유일하게 군인다운 성격을 가지고 있다. 이러다 보니 지구 침략에 열심히 참여하지 않는 케로로에게 무척 스트레스를 받고 있다.
케로로 때문에 자주 화를 낸다거나, 나츠미의 작은 관심에도 금방 얼굴이 빨갛게 된다거나 하는 점으로 미루어 보아 쿠루루와는 달리 감정이 얼굴에 쉽게 드러나는 솔직한 성격임을 알 수 있다. 귀신이나 유령, 무서운 이야기, 해삼을 싫어한다.

### 취미
애니메이션에서는 고구마 재배가 취미라고 한 적 있지만, 이는 나츠미를 위해서 고구마를 재배하고 있었기 때문에 사실인지는 불분명하다. 애니메이션에서는 소대원의 프로필에서 취미 칸을 비워 취미가 없다는 것은 알 수 있다. 하지만 대단한 무기 매니아로 자신의 텐트에서 허구한 날 무기를 닦고, 분해하고 다시 조립하는 일을 취미로 하고 있는 듯하다. 이 때문에 나츠미는 기로로를 보고 '무기 오타쿠'라고 한 적이 있다. 또 철도 매니아이기도 하다. 은하 철도 동호회에서 받은 회원증의 번호 99999999는 다시 발급해 주지 않는다며, 자신의 목숨보다 소중히 여겼지만, 유년기 시절에 제로로가 위기에 처하자 도와주던 도중 회원증을 잃어버렸다.

### 사용하는 무기
기로로가 주로 사용하는 무기는 여러 개가 있지만, 그 중에서도 가장 많이 나오는 것은 MP5K를 닮았다. 현재는 건담이 사용하는 라이플처럼 생긴무기를 자주 사용한다. 주로 근거리에서 사용하는 총보다는 장거리에서 사용하는 총을 이용하며, 케로로 중사 홈페이지에서는 기로로는 RPG-7을 닮은 병기를 가지고 있다고 한다.
MP5K를 닮은 총은 노란색의 짧은 모습, 바주카는 핵폭탄처럼 생긴 탄환, 건담 라이플처럼 생긴 무기에서는 분홍색의 롱 레이저가 나간다.
무기들은 모두 파괴력을 많이 낮춰놨다 그래서 기로로가 케로로 입에 수류탄을 넣고 폭파시켜도 머리가 날아가거나 하진 않는다 물론 적과 전투시엔 본래의 파괴력 아니면 그 이상의 파괴력이 된다.

### 전투력
군인이라고 말한 만큼 웬만한 무기는 다 잘 다룬다. 전투 능력은 케로로 소대에서 두 번째로 높고, 특히 서바이벌 싸움에 자신이 있다. 매우 화났을 때에는 모든 능력을 전투 능력으로 사용한다. 또 언어 능력까지도 전투 능력으로 사용하기도 한다. 그 때에는 전투 능력이 약 1.3배 증가하지만 3배는 파워 업 한 듯 느껴진다. 첫 등장시에는 히나타가 곳곳에 부비 트랩을 설치하기는 했지만, 타인의 부비 트랩을 간파하는 능력에는 별로 우수하지 못한 듯 싶다. 귀를 덮는 모자를 쓰고 있어도 수 미터 앞의 이야기가 들릴 정도며 사격용 보호 귀덮개를 쓰고 3중 방음유리가 있는 사격장에서도 방음 유리 너머의 타루루가 뭐라고 했는지를 그대로 들었을 정도로 청력이 보통이 아니다. 또 2000 킬로미터 앞에서 나는 소리도 듣기도 한다. 하지만 무슨 소리인지는 알아 맞추지 못한다. 자막으로 지옥귀라고 나왔다.
그 외에도 군고구마를 맛있게 구워내는 능력이 있다.

### 인간 관계

#### 연애면
하라는 침략은 뒷전이고 퍼렁별인 집에 얹혀사는 케로로와 타마마를 못마땅하게 여겼고 자신이 시범을 보여줄테니 잘 보라며 케로로가 얹혀사는 히나타 가의 후유키를 포로로 잡았고 나츠미가 귀가할때를 대비해 집에 온갖 트랩을 모두 설치해두었다. 그런데 그 많은 트랩들을 고작 대파 한 단으로 제압해버린 나츠미를 보고는 그녀의 강인한 면모에 자신이 역으로 반해버렸다. 이후에는 늘 차고 다니는 벨트에 나츠미의 사진을 넣어두고 부적이라고 여기고 있다. 그래서인지 나츠미가 짝사랑하는 학교선배 사부로와 자신처럼 나츠미를 짝사랑하고 있는 아즈마야 코유키와는 미묘한 경쟁관계다.

#### 그외의 인물관계
- 케로로, 도로로

같은 소대원 이전에 오래전 케론별에서 살던 꼬꼬마 시절부터 함께 지내온 소꿉친구 지간. 케로로는 평소, 침략은 뒷전이고 엉뚱한 일하느라 시간을 낭비하는 한심한 녀석이라고 생각하지만 그가 아주 참신한 작전을 생각했을때, 침략예산을 확보해야 하는 상황에서는 그 어떤 굴욕적인 일도 시키는대로 한다. 도로로와는 케로로와는 달리 매우 원만하지만 가끔은 생각하는게 달라 대립하는 경우도 있다. 하지만 이러니 저러니 해도 어디까지나 누구보다도 가까운 동료이자 친구다.
- 가루루

같은 길을 걷고 있는 형제. 케로로처럼 '가루루 소대' 소대장이다. 평소 기로로는 그를 절대 '형'이라 부르지 않고 자신도 전시상황이 되면 제아무리 동생이라도 적으로 간주하고 가차없이 총을 들이댈 정도지만 속으로는 그를 귀여운 동생으로 여기고 있으며 그가 자길 형이라고 불러주는걸 매우 좋아한다.
- 새끼고양이

히나타 가 근처를 떠돌아다니던 새끼고양이. 이후 자길 돌보아주는 기로로를 주인으로 여겼고 그를 이성적으로 사모하게 된다. 그래서 초반에는 기로로가 짝사랑하는 나츠미를 싫어하는 묘사가 있었다. 하지만 나중에는 기로로 사모를 포기한건지 아니면 자신은 한낱 말못하는 길고양이라는걸 깨달은건지 이런 묘사는 사라졌고 대신 두사람을 이어주기 위해 발군의 노력을 시작한다.

### 대화체의 특징
'~이냐','~다'형태의 말투를 구사한다. 히나타 아키가 치료해 주었을 때도 '고맙게 생각한다'고 말했을 정도로 무뚝뚝한 성격을 그대로 보여주는 말투. 본인을 '나'또는 '이몸'이라고 부르며 소대 내 무선에서는 스컬1이라는 코드네임을 사용한다.

## 기로로의 호칭 리스트
계급에 차이가 있어도 경칭을 생략하고 '너'라고 호칭한다.
| 이름     | 기로로를 부를 때 호칭          | 기로로가 부를 때 호칭           |
| -------- | ------------------------------ | ------------------------------- |
| 케로로   | 기로로(너),빨간 오뚝이, 빨강이 | 케로로                          |
| 타마마   | 기로로 하사님,하사님           | 타마마                          |
| 쿠루루   | (기로로)선배                   | 쿠루루                          |
| 도로로   | 기로로 하사                    | 도로로                          |
| 후유키   | 하사, 기로로                   | 후유키(: (강)우주)              |
| 나츠미   | 기로로, 무기 광                | 나츠미(: (강)한별)              |
| 아키     | 기로쨩 (: 기로)                | 히나타 아키(: 홍미나씨, 아줌마) |
| 아키나   | 기로쨩 (: 기로로)              | 제독님 (: 장군님)               |
| 모모카   | 기로로씨(: 기로로)             | 니시자와 모모카 (: 나라)        |
| 623/사빈 | 기로로                         | 623/사빈                        |
| 설화     | 기로로, 도로로의 친구          | 설화, 그 여자                   |
| 모아     | 기로로씨, 하사님               | 모아                            |
| 가루루   | 기로로                         | 가루루, 너, 형                  |
| 푸루루   | 기로로군                       | 푸루루                          |

## 같이 보기
- 케로로 중사
- 타마마 이등병
- 도로로 병장
- 쿠루루 상사
- 가루루 중위

## 참고 문헌
- Sgt. Frog volume 1-3 (미네 요시자키 지음, 개구리 중사 1-3화)